# Briaxis
Briaxis (en llatí Bryaxis, en grec antic Βρύαξις) fou un escultor atenenc en pedra i metall.
Va fer una estàtua de bronze del rei Seleuc I Nicàtor, segons Plini el Vell, i juntament amb Escopes de Paros, Timoteu i Leòcares el Vell va adornar el Mausoleu d'Halicarnàs amb baixos relleus. La seva època ha estat fixada entre els anys 372 aC i 312 aC.
Se sap que també va fer cinc estàtues colossals a  Rodes, un Asclepi, un Líber pare de Cnidos i una estàtua de Pasífae. Climent d'Alexandria diu que va arribar a un nivell de perfecció que el feia comparable al mateix Fídies.